# Български турци в Турция
Българските турци в Турция представлява общност от турци, които емигрират през годините от България към Турция. Те се отличават в Турция с това, че са успели през годините да продължат да поддържа своите езикови и културни връзки с България и  освен това, част от тях продължават да са двойни граждани на България и Турция, което ги прави естествен мост между двете страни.

## Произход
Българските турци са потомци на тюркски заселници, дошли от Анадола през проливите Дарданели и Босфора, след османското нашествие на Балканите в края на 14 и началото на 15 век. Както и българи приели исляма, които се турцизират през вековете на османското владичество в България.  Също така се предполага, че някои турци живеещи днес в България може да бъдат потомци на заселилите се през ранното средновековие печенежки, огузки и кумански тюркски племена.  Турската общност става етническо малцинство, когато Княжество България е създадено след Руско-турската война от 1877 – 78.

## Известни български турци в Турция
- Халил Мутлу
- Наим Сюлейманоглу